# Aloeus (Sohn des Helios)
Aloeus (altgriechisch Ἀλωεύς Alōeús) ist in der griechischen Mythologie der Sohn des Gottes Helios. Er gilt als der sterbliche Vater des Epopeus. Er erhielt von seinem Vater die Regierung über Asopia, dem späteren Sikyon, während sein Bruder Aietes die Herrschaft über Ephyraia (Korinth) bekam.
Nach ihm wurde Epopeus König von Sikyon.